# Fukang
Fukang — це метеорит, знайдений у 2000 році в горах поблизу міста Фукан, Китай. Він був класифікований як паласит — різновид кам'яно-залізного метеорита, із дивовижними олівіновими кристалами.

## Історія
У 2000 році, в районі міста Фукан (Китай), китайський дилер отримав метеорит масою у 1003 кг із Сінцзян-Уйгурського автономного району Китаю. Він відокремив від основної маси шматок приблизно у 24 кг, і в лютому 2005 року цей шматок був привезений на Тусонську виставку дорогоцінного каміння та мінералів (англ. Tucson Gem and Mineral Show). На виставці на нього звернув увагу Данте Лоретта із Аризонського університету. Згодом дослідженням метеорита зайнялися Д. Лоретта, Д. Гілл, М. Кіллґор, Д. Делла-Джустіна та Ю. Ґорєва у Південно-західному метеоритному центрі Місячної та планетарної лабораторії Університету Аризони у Тусоні.

## Класифікація та композиція
Паласит Fukang містить великі олівінові кристали ювелірної якості, заковані у залізо-нікелеву матрицю. Форма кристалів олівіну варіюється від округлих до кутастих, багато з них потріскані. Їх розмір теж буває різним — від менш ніж 5 міліметрів до декількох сантиметрів. Основна маса містить кілька масивних олівінових кластерів, які досягають навіть 11 сантиметрів у діаметрі, і мають тоненькі металеві прожилки.
Fo86.4 із молярним співвідношенням Fe/Mg = 0.1367, Fe/Mn = 40.37, а також Ni = 0.03 wt%. Металева матриця складається переважно із камаситу із середнім вмістом нікелю у 6.98 wt%. Червоподібні сульфідові (троїлітові) формації присутні у деяких олівінових кристалах.

 Оксигенові ізотопи: δ18O 2,569‰, δ17O 1,179‰, ∆1 7O = −0.157‰.

Знімки метеорита Fukang
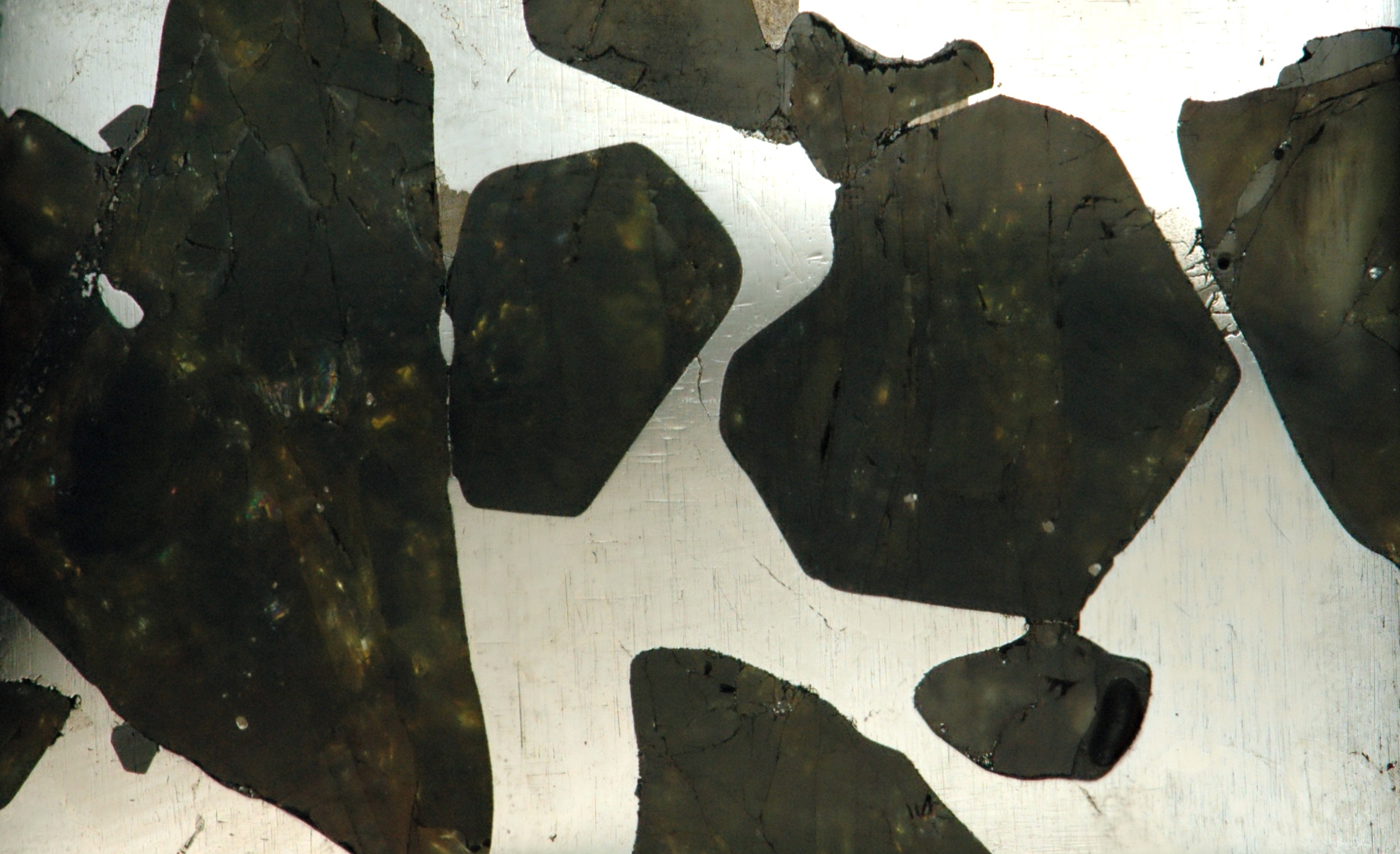
Відполірована пластина метеорита, дещо нахилена, аби продемонструвати срібний колір, блиск та текстуру залізо-нікелевої металевої матриці.
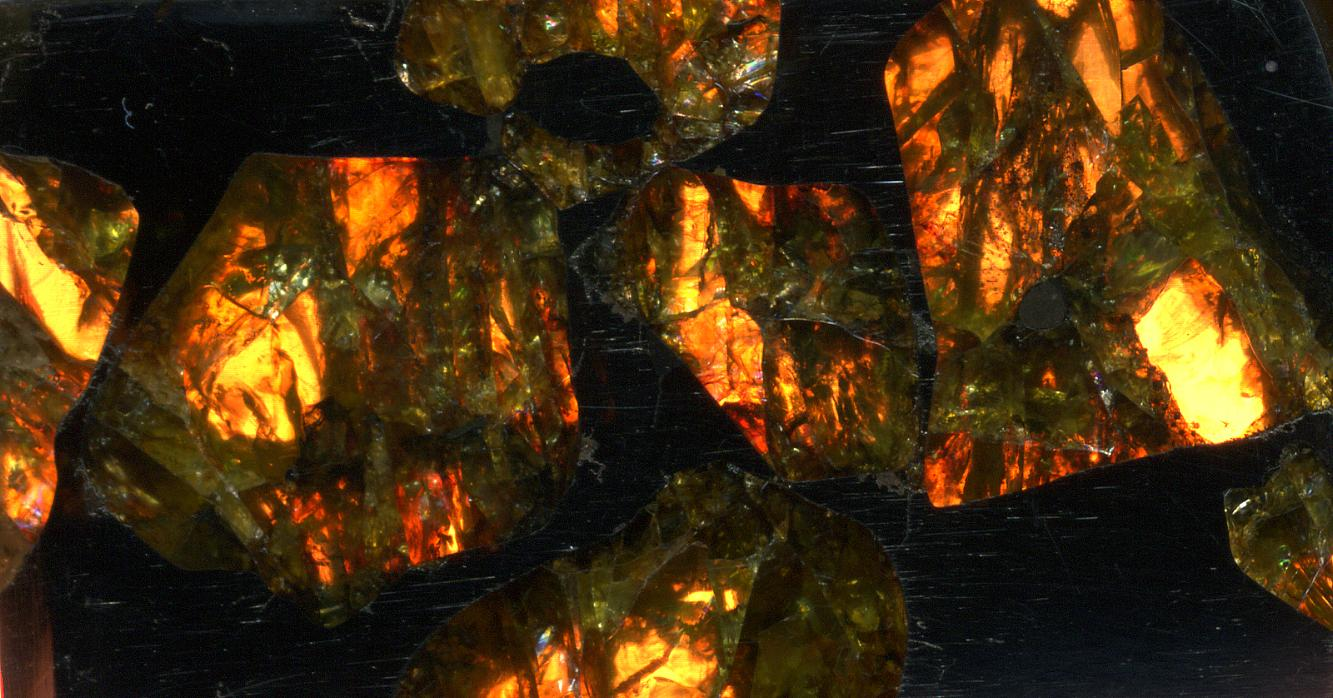
Пластина метеорита, освітлена знизу, аби продемонструвати прозорість форстерито-олівінових кристалів.

## Зразки
Окремі зразки метеорита загальною масою у 31 кілограм, зберігаються в Аризонському університеті. Марвін Кіллґор у своїй колекції має екземпляри, спільна маса яких дорівнює стільки ж. Основна маса зберігається у невідомого колекціонера. У квітні 2008 року аукціонний дім Бонамс (англ. Bonhams) виставив основну масу метеорита на продаж на своєму мангеттенському аукціоні. Бонамс очікував отримати два мільйони американських доларів за цей лот, але він так і не був проданий. У метеориті було висічено отвір розміром 480 × 910 мм, який потім був відполірований і мав демонструвати внутрішній вигляд дорогоцінних кристалів метеорита.